# Operace Warp Speed
Operace Warp Speed (OWS) bylo Partnerství veřejného a soukromého sektoru iniciované vládou Spojených států s cílem usnadnit a urychlit vývoj, výrobu a distribuci vakcín, léčiv a diagnostiky covidu-19. První zpráva o operaci Warp Speed byla 29. dubna 2020 a program byl oficiálně vyhlášen 15. května 2020.
Donald Trump nastavil „Warp Speed“ při snaze o vývoj vakcíny. „Tehdy udělal to, že poslal farmaceutickým firmám „předem“ 10 miliard dolarů na to, aby přišly s řešením covidu. A ony mu za ty peníze vymyslely vakcínu. Nemusely řešit průběžné financování, nemusely řešit, že jim peníze těsně před koncem projektu dojdou. Od začátku se počítalo s rizikem, že některé projekty mohou být neúspěšné,“ říká David Navrátil, hlavní ekonom České spořitelny.